# 鹿特丹港
鹿特丹港（荷蘭語：Haven van Rotterdam）位於荷蘭鹿特丹，北海沿岸，莱茵河与新马斯河汇合口，是歐洲最大的港口，佔地達到105平方公里。鹿特丹港现有7个港区，包含5个集装箱码头，40多个港池，码头岸线总长37km。共有650多个泊位，同时可供600多艘轮船作业。现每10分钟左右就有一艘远洋船进港或出港，是世界上最繁忙的港口之一。

## 历史
1962年到2004年是世界上最繁忙的港口。但先后被新加坡和上海超越。2011年是世界第11大集装箱港口，按照20呎标准集装箱标准计算。（2009年第10, 2008年第9, 2006年第6）。2012年第6大年度货运吨位港口。

## 画廊

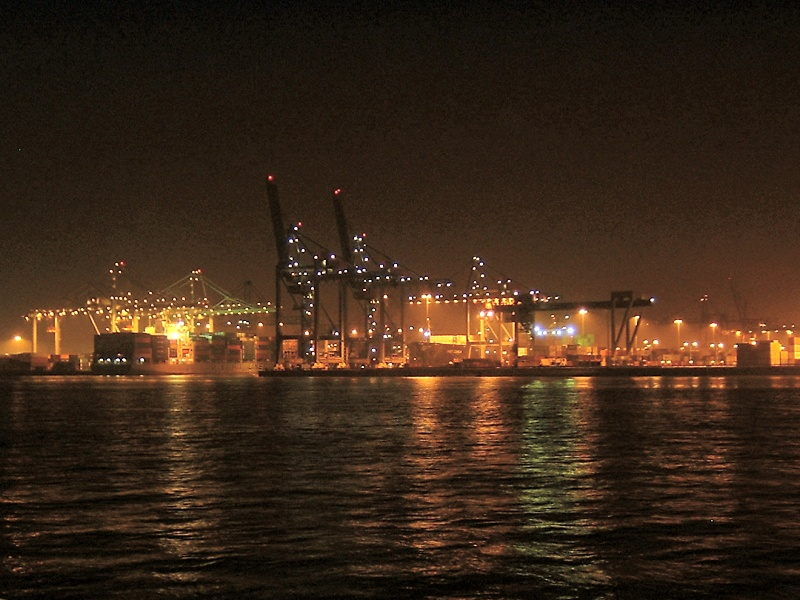
夜晚港口
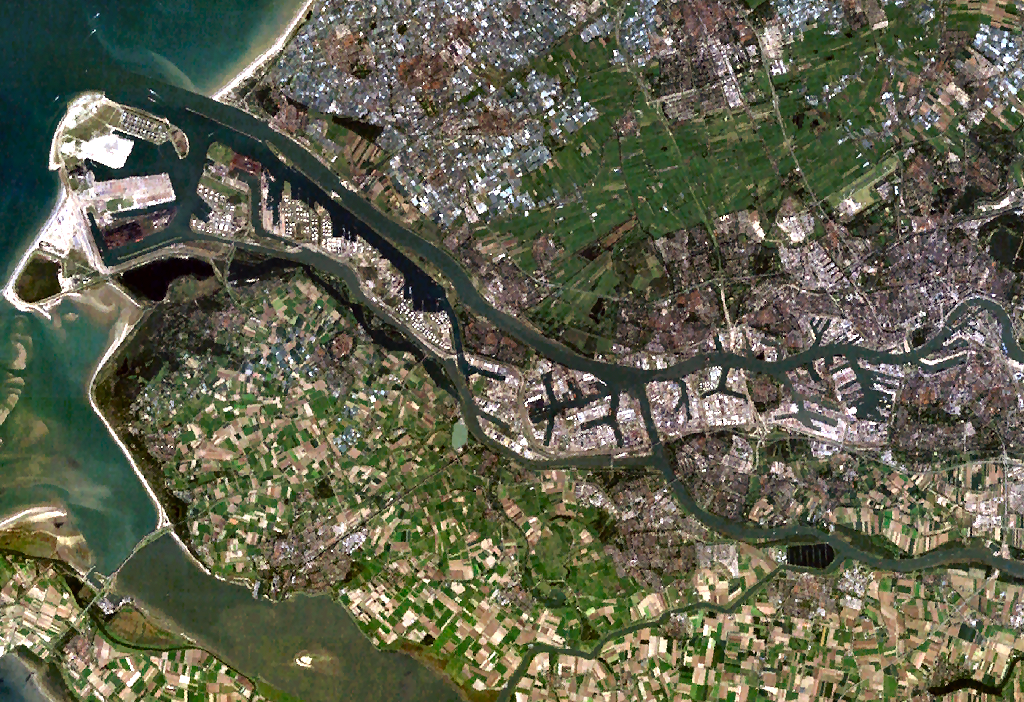
鹿特丹港卫星图
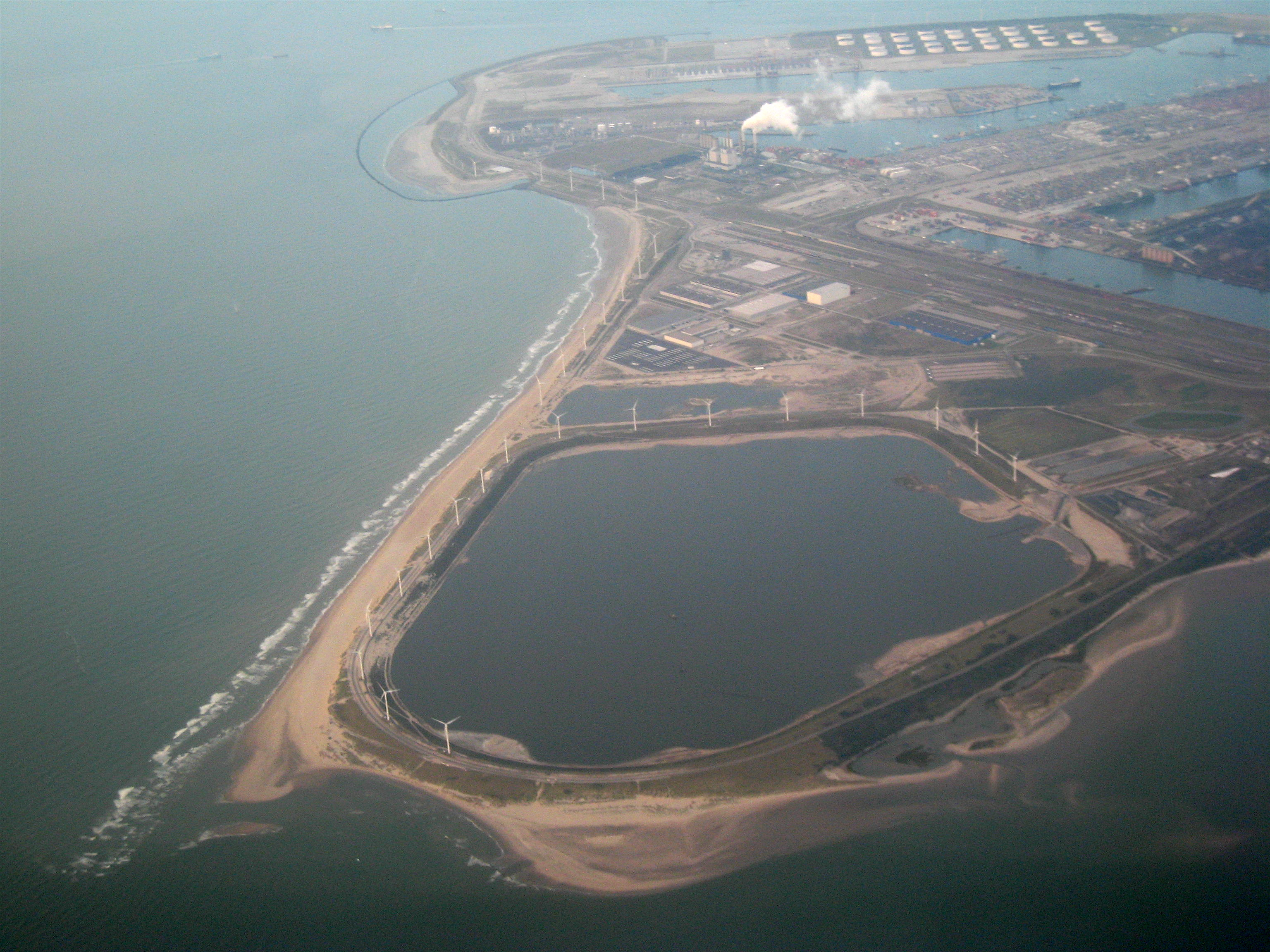
鹿特丹港最新扩展地区鸟瞰图。
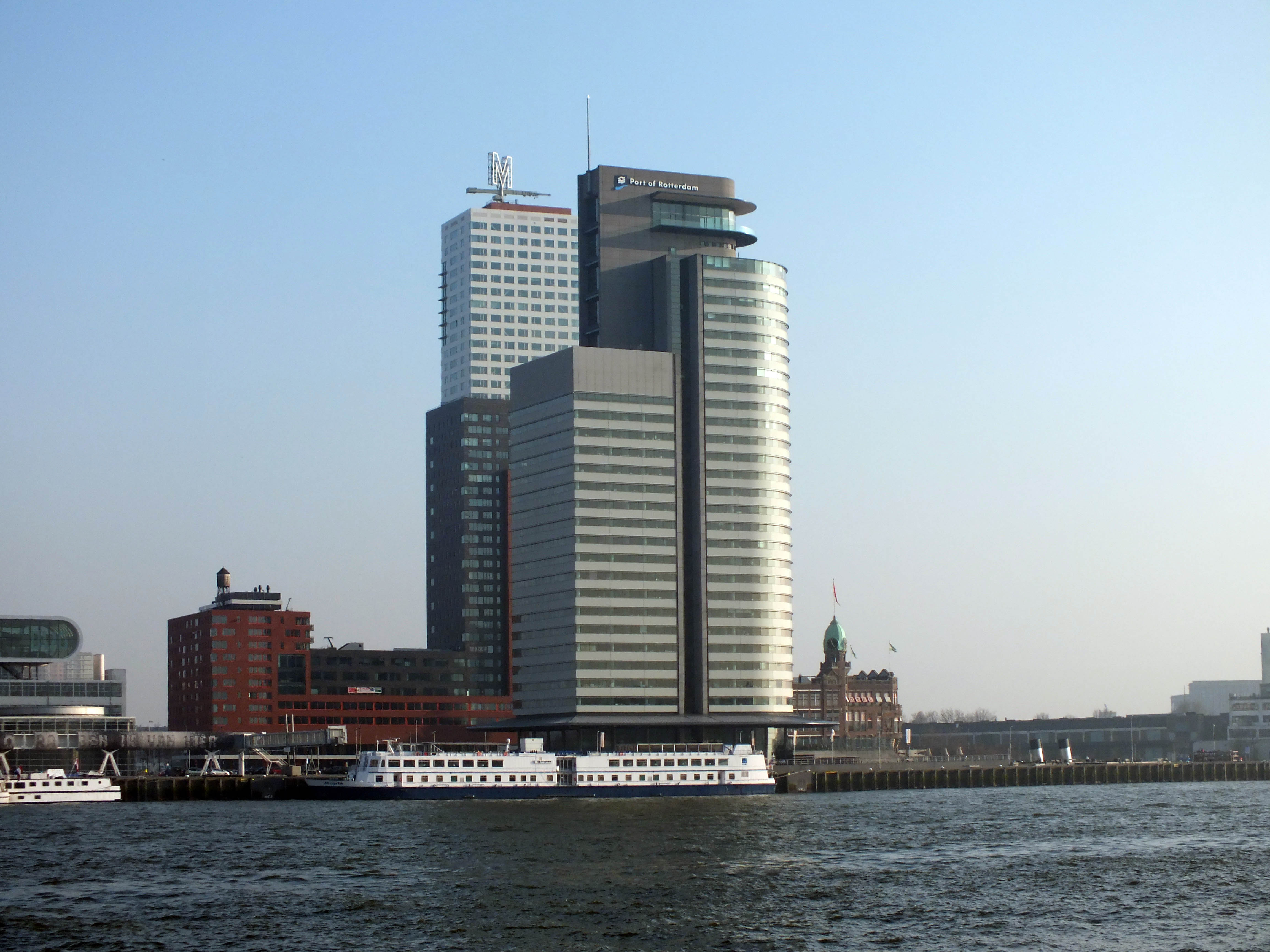
鹿特丹港办公楼
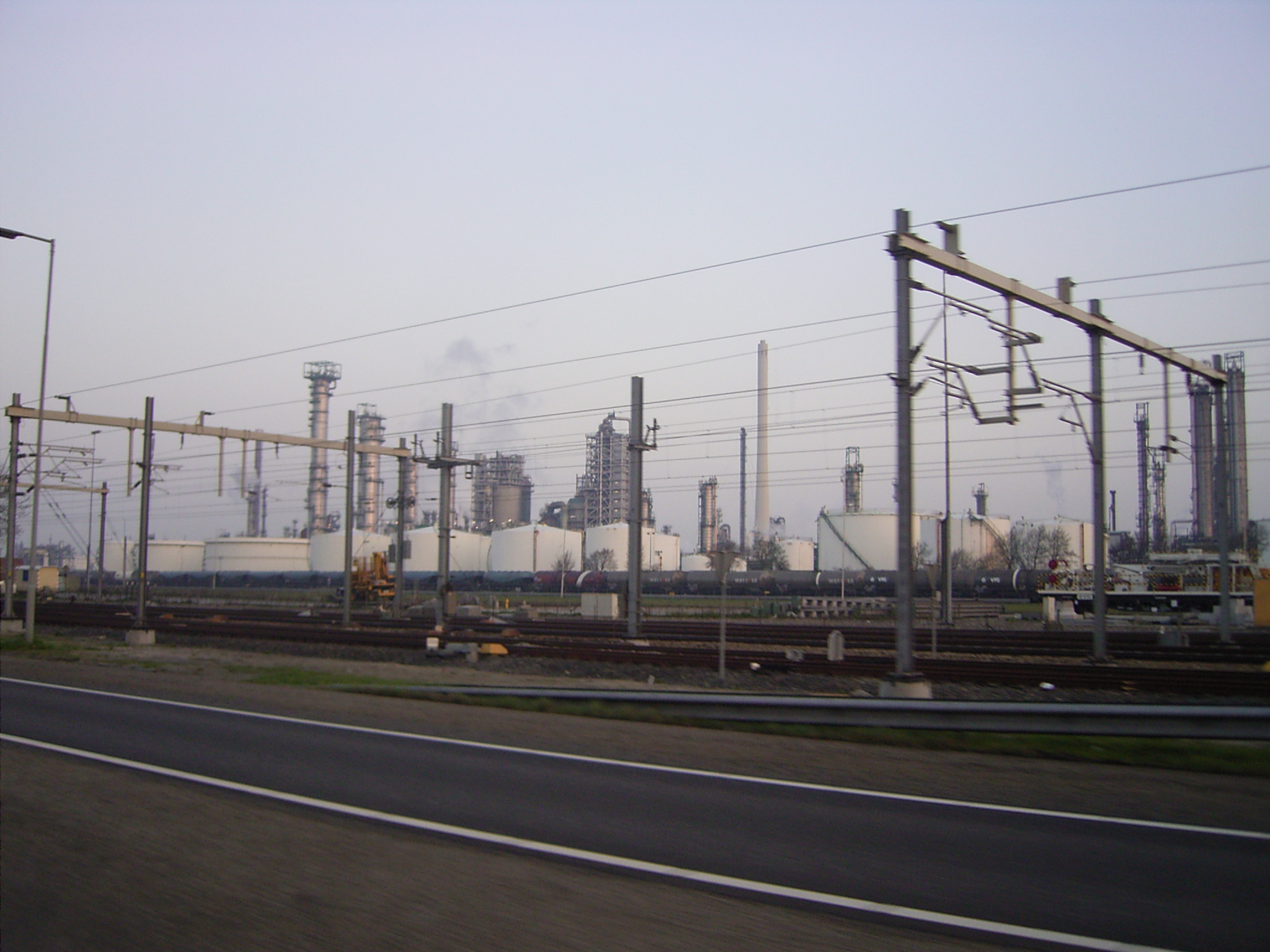
鹿特丹港铁路连接和炼油厂